# Circular Quay
Circular Quay est un quartier et port de voyageurs du centre-ville de Sydney, situé dans l'État de Nouvelle-Galles du Sud en Australie.

## Géographie
Il est situé à la pointe nord du centre d'affaires de Sydney, sur la crique de Sydney Cove, entre les quartiers de Bennelong Point et The Rocks. Il fait partie de la zone d'administration locale de la ville de Sydney.
Circular Quay est un quartier touristique, qui comprend de nombreuses promenades en bord de mer, des centres commerciaux, des parcs et des restaurants. Il accueille également un terminal de ferrys, des arrêts de bus et une gare du réseau de trains de banlieue de Sydney.

## Histoire

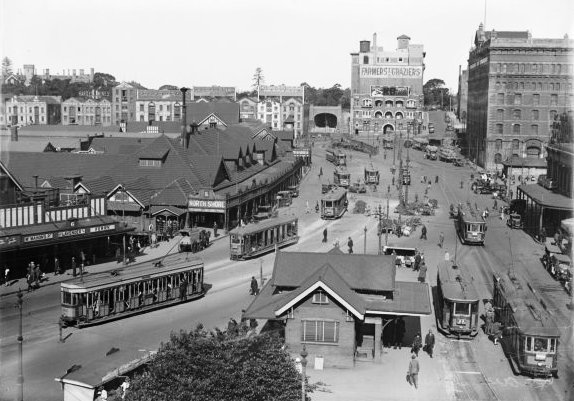
La station de tramway de Circular Quay, au début du XXe siècle.

Sydney Cove, une crique au sud de la baie de Port Jackson, est le lieu où a débarqué la First Fleet pour la première fois, le 26 janvier 1788. En 1794, Thomas Muir, un réformateur écossais, est déporté en Australie pour sédition et achète la ferme de Lightfoot. Il possède également une petite maison sur ce qui est aujourd'hui Circular Quay. La ferme se situait probablement sur l'actuelle Jeffrey Street, près de Kirribilli Street et non loin de la Maison de l'Amirauté (en). Muir la renomme Huntershill, d'après le nom de la demeure de son père en Écosse. Il s'échappe de la colonie pénitentiaire en 1796 à bord de l'Otter, un bateau américain.
Au XIXe siècle, Circular Quay a essentiellement une fonction de port. Au XXe siècle, elle conserve sa vocation de centre de transports, s'élargissant aux bus et au métro, mais devient également un quartier touristique et de loisirs.
Circular Quay était d'abord connu sous le nom de Semi-Circular Quay, ce qui désigne la véritable forme du quai. Le nom a été abrégé pour des raisons de commodité. La station de métro a été mise en service le 20 janvier 1956 et la Cahill Expressway (en), une autoroute en partie surélevée, ouvre à la circulation le 24 mars 1958.
Circular Quay est alors le terminus de la plupart des lignes de tramway électriques provenant des banlieues est. Le premier tramway à faire arrêt à Circular Quay, en 1861, était hippomobile et partait de la vieille gare de Sydney en suivant Pitt Street, pour assurer l'interconnexion avec les lignes de ferries. Les trams provenaient de la gare, descendaient Castlereagh Street jusqu'à Circular Quay, puis remontaient vers la gare en passant par Pitt Street, effectuant ainsi une large boucle dans le sens inverse des aiguilles d'une montre. Durant plusieurs années, le service atteignit jusqu'à vingt-sept départs par jour,.

## Transports
Circular Quay constitue le terminus nord des lignes 2 et 3 du métro léger de Sydney, une gare du réseau de trains de banlieue de Sydney et la principale plateforme de correspondance du réseau de ferry de Sydney, terminus de neuf de ses dix lignes.